# مفاتيح متعددة الطبقات
مفاتيح متعددة الطبقات أو المحول متعدد الطبقات أو مبدل عديد الطبقات بالإنجليزية: Multilayer Switch هو جهاز في شبكات الحاسوب يستخدم لتوجيه البيانات على الطبقة الثانية من نموذج الربط البيني للأنظمة المفتوحة OSI، تماما كما يفعل المحول التقليدي، مع تقديم وظائف إضافية على الطبقات الأعلى في النموذج. وقد تم اختراع هذا النوع من المحولات من قبل مهندسين في شركة ديجيتال إكويبمينت.
تلعب تقنيات التحويل دور محوري في تصميم الشبكات، حيث تعمل على توجيه حركة البيانات بكفاءة إلى الأماكن المطلوبة فقط، وغالبا ما يتم ذلك باستخدام وسائل سريعة تعتمد على الأجهزة (hardware-based). وتستخدم أنواع مختلفة من المحولات في هذه العملية. فالمحول التقليدي، المعروف باسم مفتاح الطبقة الثانية (Layer 2 Switch)، يُعد عنصر شائع في معظم الشبكات المحلية (LANs). أما المفاتيح التي تعمل على الطبقة الثالثة أو الرابعة (Layer 3 أو Layer 4 Switches) فتتطلب تقنيات متقدمة، وغالبا ما تكون مخصصة للشبكات الأكبر حجما أو للبيئات الشبكية الخاصة أو مراكز البيانات، نظرا لتكلفتها الأعلى وتعقيدها الأكبر.